# 河崎裕之
河崎 裕之（かわさき ひろゆき、英: Hiroyuki Kawasaki、1945年10月31日 - ）は、日本の元レーシングライダー。京都府出身。

## 経歴
実家が自動車整備工場であり、子供のころから自転車で遠出するのが好きだった。14歳で50ccの免許を取得、高校時代には新車が高くとても買えなかったので解体屋に行き、そこでバラバラになった状態のフレームやエンジン、フロントフォークなど一式を集めて5000円で購入。それを自宅の工場に持ち帰ると、溶接してオートバイとして動くように再生し乗っていた。その出来は「自分で溶接してるから、よくフレームが折れたりしまして。それをまた自分で溶接して直したりでだんだん溶接が上手になりました。ちょうどそのころ鈴鹿サーキット (1961年建設開始-1962年開業) が出来立てで、第1回鈴鹿モトクロス大会というのに出ました。まだロードレースはそんなに行われてなかったですね。」という環境で、モトクロスに熱中する。この時代からの仲間に吉村太一（RSタイチ創業者）、星野一義などがいるが、この当時を「星野さんはカワサキの契約ライダーになるくらいで、それは速かったですね。」と述懐している。河崎は1965年にスズキのモトクロス契約ライダーとなる。
吉村太一がロードの6時間耐久レースに参戦することになり、そのメカニックとして参加。それまでロードレースにはそれほど強い関心は無かったが、レースが終わった後でその50ccマシンに遊びで乗せてもらったところ「すごくおもしろかった。スズキは最初ロードレースはあぶないからと許可してくれなかったんだけど、MFJ中部地区から誰か出してほしいと要望が来たことで許可を出してくれた。」という経緯を経て参加した最初のMFJ中部地区の50ccレースで優勝。この好結果に驚いたスズキ側は、河崎をロードレースに転向させて1967年世界選手権第3回日本GPの併催レースに送り込むことを決める。当時、MFJの主催するジュニアクラスのレースではレギュレーションにより市販車をベースとした車両しか参戦できなかった。そこで河崎は自分でスズキ・セルペットをレーサーに改造する。その工程は「当時スズキからM60という50ccの市販レーサーが発売されていたので、そのシリンダーを組み込みたいと考えて自分で削ったり、磨いたりしてなんとか組み込みました。それとキャブレターを変えたりね。ミッションは4段しかなくて、ローギアはスタートの時に使うだけ。2速はヘアピンで、3速はS字で使って、ほかは全て4速で回りましたから大変でした。」という手作りレーサーで優勝、当時19歳での快挙だった。この頃には「ロードの面白さ、とにかくかっこいいし、モトクロスと違って汚れないしね。つなぎも体にフィットしてスマートだしすっかり惹かれましたね。」とロードレースに魅了されていたが、翌1966年以降は研究課に回されて伊藤光夫とともに市販車のテストがメインの仕事となっていた。まだMFJによるレース活動自体も盛んになっておらず、レース出場は1966年に鈴鹿で行われた日本選手権ロードレース90ccクラス5位、1967年富士スピードウェイで行われた世界選手権第5回日本GP50ccクラスでの3位などである。この時にはレース界の大先輩である片山義美に、「引っ張ってやるから俺の後ろについてこいよ」と言われ、転倒覚悟で必死について行ったと言い「とてもいい勉強をさせてもらった」と感謝を述べている。

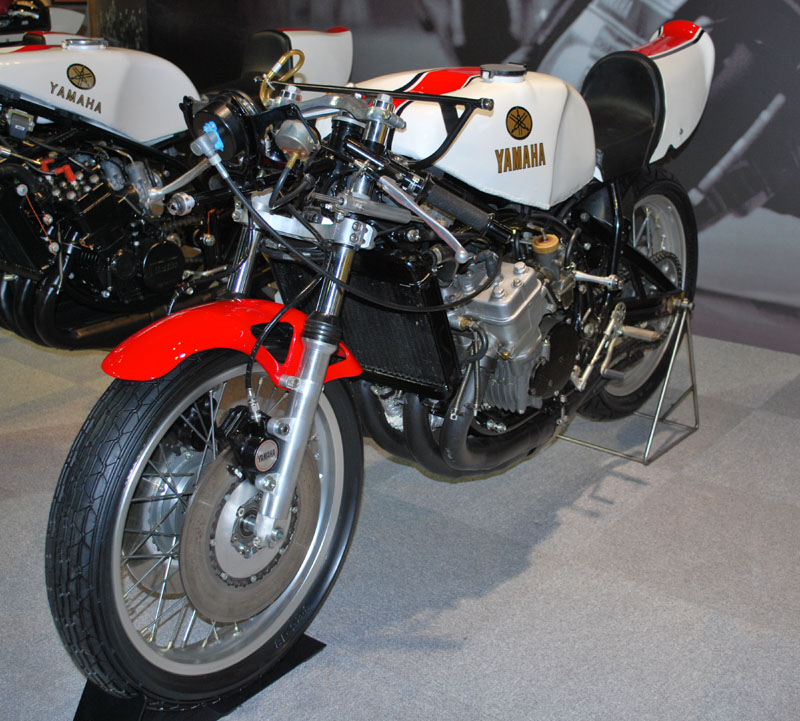
ヤマハで開発を担当したYZR500 (1974)

1968年にスズキの世界GP撤退に伴い河崎も退社。ここでスズキでの先輩・小島松久（2年後にコジマエンジニアリングを創設する。）に「どこか行きたいところはあるか？」と聞かれた河崎が「ヤマハがいいかな」と答えたところ、「ちょっと待ってろ」と言われ数時間後には小島がヤマハ入りを決めてきてくれたという。急な決定ではあったが「とても周囲の人に恵まれた人生だと思った。本当にびっくりしましたねあの時は。」と移籍決定当時の心境を語っている。ヤマハでは当初市販車の耐久テストを担当し、とにかくガソリンを満タンにしてどんなに雨が降ろうと延々走った。開発開始直後のYZR OW20に本橋明泰と共に乗ることになり、本橋からマシン開発面での考え方など多大な影響を受ける。その一方でレースに出たいという気持ちも大きく、同年の夏にプライベーターとしてヤマハの125cc・R5に市販レーサーTR6のパーツを組み込んだ改造マシンを製作。高井幾次郎とのペアで10時間耐久レースに参戦しようとその事前テストを行っていた。しかしその最中、最終コーナーで転倒していたマシンに乗り上げてしまいクラッシュ、全治10カ月の複雑骨折を負う。
1969年10月の全日本ロードレース選手権・第6戦日本GPで戦列に復帰し、セニア125ccクラス優勝で復帰初戦を飾る。1970年に全日本ロードレース選手権・セニア251cc以上クラスでチャンピオンを獲得。1976年、77年にはインドネシアGPに遠征し優勝する。

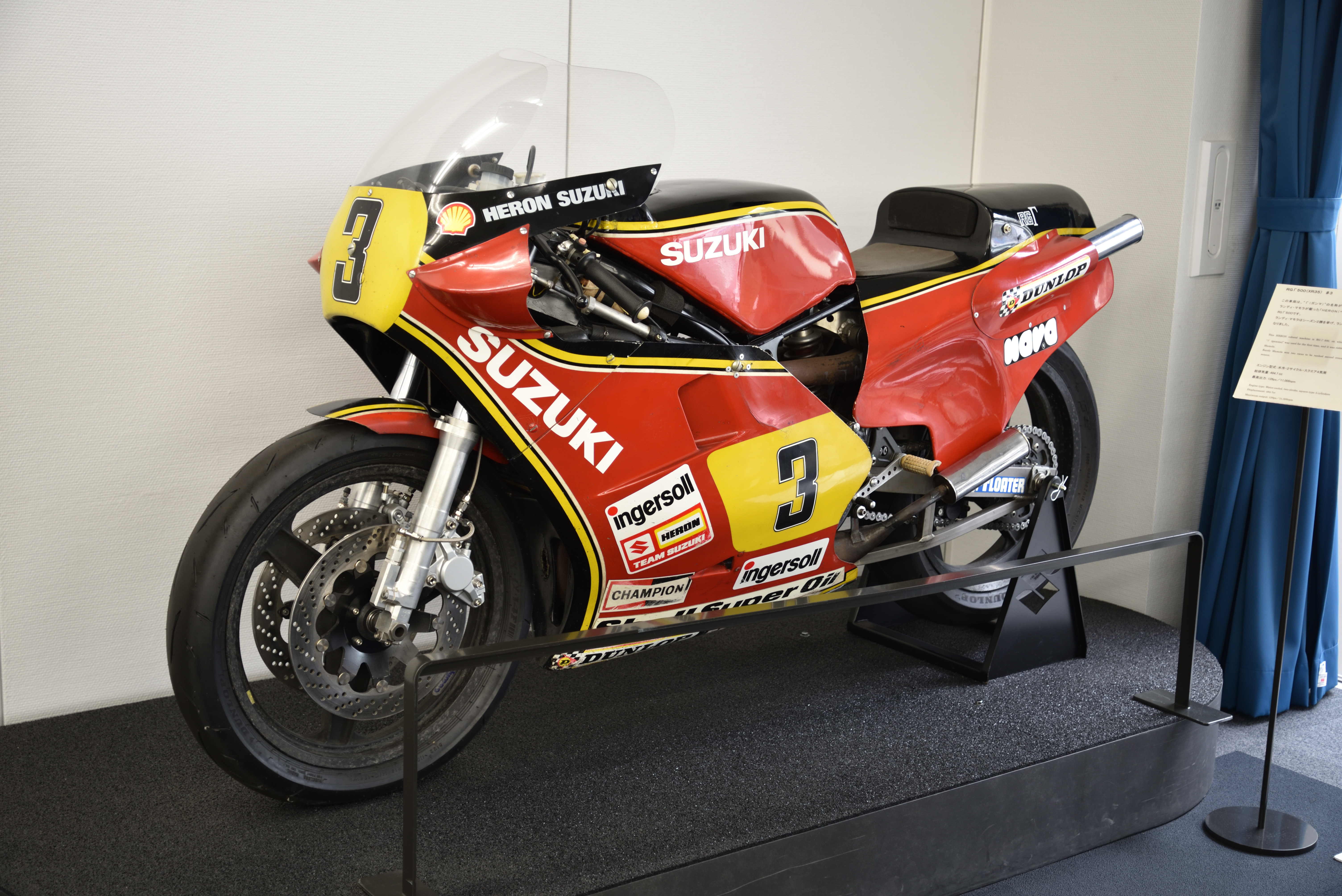
スズキで開発を担当したRG-Γ500 (1981)

1977年、前年のWGP500でバリー・シーンにより世界チャンピオンを獲得したスズキに復帰し、500ccレーサーの開発を担当する。スズキでのマシン開発最大の目的は打倒・ヤマハ、打倒・ケニー・ロバーツであった。1981年は開幕からWGP500にスポット参戦し、開幕戦オーストリアGPで3位入賞。このレースは河崎が開発したRG-Γ500のGPデビュー戦であったが、優勝のランディ・マモラ、2位グレーム・クロスビー、3位河崎と上位1-2-3が自身の開発したRG-Γでの独占であり、途中転倒リタイアになったが同じくRG-Γに乗るマルコ・ルッキネリもマモラと首位争いをし続けるなど、その戦闘能力および河崎の開発能力の高さが証明された1戦となった。この1981年と1982年のWGP500でスズキはヤマハ+ケニー・ロバーツを破って2年連続チャンピオン獲得を達成。スズキでの目標は達成された。自身ではこの成果を、「1981年のスズキ・RG-Γ500は最高のクルマになったし、WGPでチャンピオンと2位も取れて自分の考えてきた事はたしかに間違ってなかったなと実感できて嬉しかったです。」と喜びを述べている。

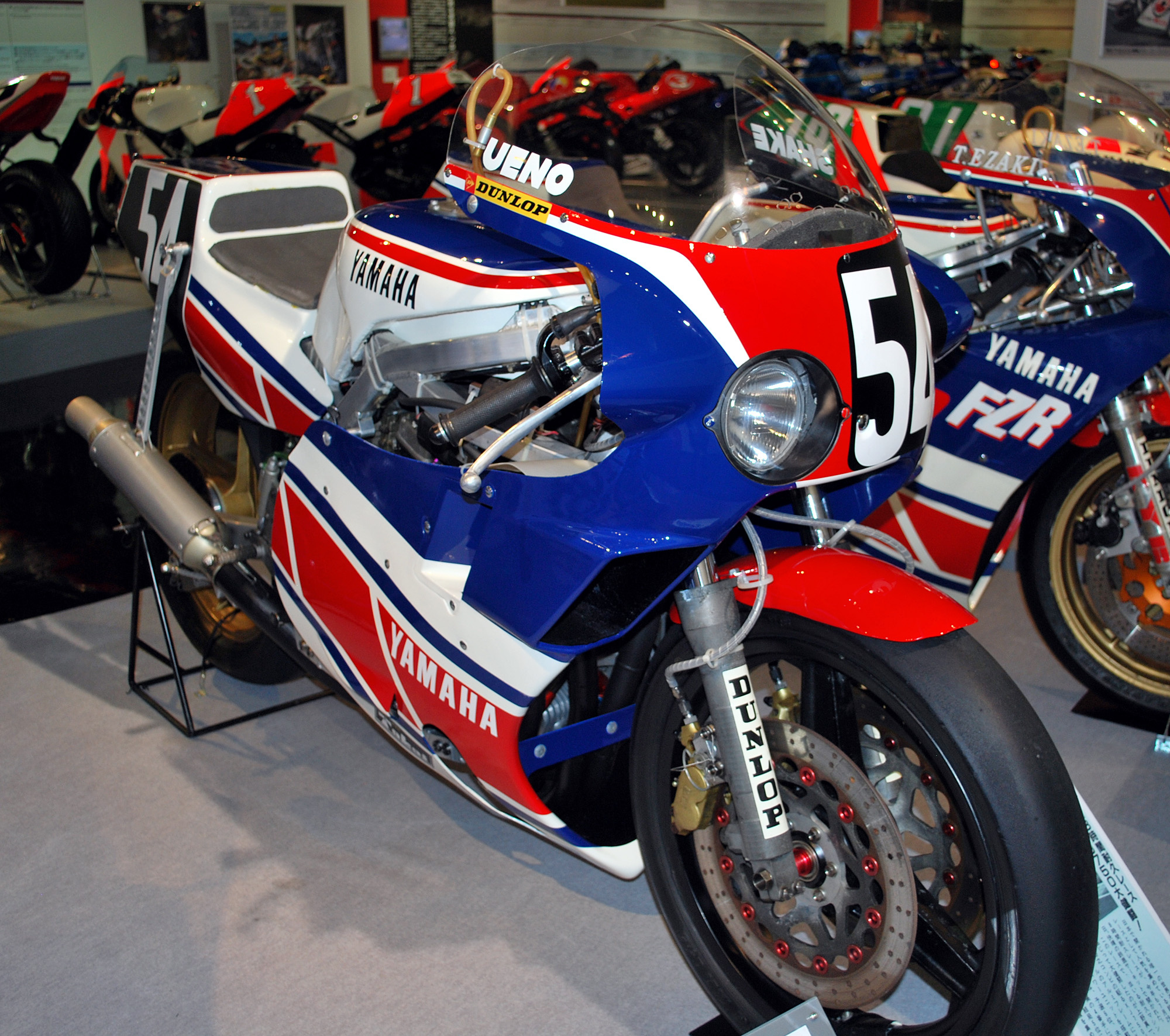
ヤマハ・XJ750
(1984年の鈴鹿8時間耐久参戦車)

1983年よりヤマハへ復帰、YZR500の開発を行いながら全日本選手権に参戦。プレイメイトレーシングの代表者も務める。ヤマハでの課題は打倒ホンダ・NS&フレディ・スペンサーであり、ケニー・ロバーツに世界チャンピオンを獲得させるマシンづくりが任務であった。

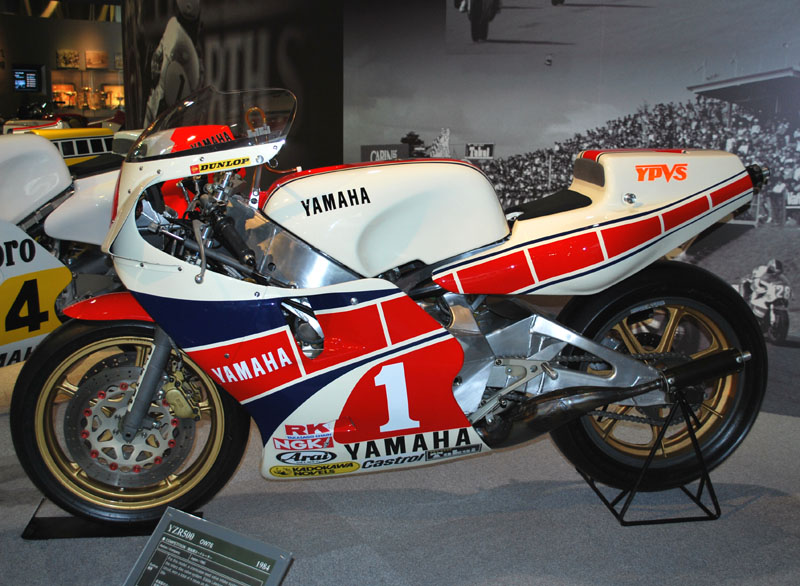
ヤマハで開発を担当したYZR500 (1984)

同年のWGP500ではスペンサーの活躍によりホンダが初となる世界GPタイトル獲得を果たし、ヤマハは微差で敗れた。しかし、河崎はこの年積み重ねたマシン開発を経て、1984年用のヤマハ・YZR500（OW76）の出来に絶対の自信があった。「なので、ケニー・ロバーツが83年限りでGPを辞めると聞いたときは『辞めないでくれ』と頼んだんです。ケニーは『もう1年やるのはしんどいよ』って言うので、『84年のYZRはラクに勝てるマシーンだから』って引き留めたんですけどね。それくらい自信がある出来でした。結局エディ・ローソンがYZRでチャンピオンをとってくれたけど、彼はスペンサーの欠場が多かったから転がり込んできた王座だと感じてるみたいで。エディはもっと自信持って良いですよ。YZRがとてもいいマシンになったのは彼の力でもあります。」と述べている。1986年をもって、ヤマハでレース用車両開発ライダーを共に務めた浅見貞男が引退。河崎も1988年4月、全日本第4戦鈴鹿を最後に引退すると表明し、このレースで5位に入賞し有終の美とした。一番好きなサーキットである鈴鹿を引退レースの地とすることは河崎のかねてからの希望であった。ヤマハの500ccレーサーの開発は平忠彦へと引き継がれた。
引退後は、プレイメイトレーシングの監督として全日本選手権でチームを指揮。2000年代以後もヤマハのレーシングアドバイザーとして携わった。

## レース略歴
- 1965年 スズキの契約ライダーとなる。
- 1967年 世界GP 50ccクラスにスポット参戦し、日本GPで3位入賞。
- 1968年 ヤマハへ移籍。
- 1970年 全日本選手権にレギュラー参戦し、251cc以上クラスチャンピオン。
- 1977年 スズキへ復帰、RG500の開発に尽力。
- 1979年 世界GP 500ccクラスにスポット参戦し、オーストリアGPで5位入賞。
- 1981年 世界GP 500ccクラスにスポット参戦し、オーストリアGPで3位入賞。
- 1983年 再びヤマハへ移籍、YZR500の開発を手掛ける。
- 1987年 世界GP 500ccクラス・開幕戦日本GPで7位入賞。
- 1988年 全日本第4戦鈴鹿を最後に現役引退。

## レース戦歴

### 全日本ロードレース選手権
| 年     | チーム                 | マシン          | 区分    | クラス | 1       | 2       | 3       | 4     | 5       | 6     | 7     | 8     | 9       | 10    | 11    | 12  | 順位 | ポイント |
| ------ | ---------------------- | --------------- | ------- | ------ | ------- | ------- | ------- | ----- | ------- | ----- | ----- | ----- | ------- | ----- | ----- | --- | ---- | -------- |
| 1981年 | スズキワークス         | スズキ・RG-Γ500 | 国際A級 | 500cc  |         | SUZ     |         | SUZ   | SUG     | SUZ 3 |       | SUG   | SUZ Ret |       |       |     | -    | -        |
| 1982年 | スズキワークス         | スズキ・RG-Γ500 | 国際A級 | 500cc  | SUZ Ret | TSU     | SUZ     | SUG   | SUZ     | TSU   | TSU   | SUG   | SUZ C   |       |       |     | -    | -        |
| 1983年 | プレイメイトレーシング | ヤマハ・YZR500  | 国際A級 | 500cc  | SUZ     | TSU     | SUZ     | TSU   | SUG     | SUZ   | TSU   | SUG   | SUZ 3   |       |       |     | 15位 | 13       |
| 1984年 | プレイメイトレーシング | ヤマハ・YZR500  | 国際A級 | 500cc  | TSU 3   | SUZ     | SUG 2   | SUZ 2 | TSU 2   | SUG 3 | SUZ 4 | TSU 4 | SUG 3   | SUZ 2 | TSU 6 |     | 3位  | 152      |
| 1985年 | プレイメイトレーシング | ヤマハ・YZR500  | 国際A級 | 500cc  | SUZ     | TSU     | SUZ     | TSU   | SUG     | SUZ 4 | SUG 4 | TSU C | SUG 3   | SUZ 3 |       |     | 5位  | 59       |
| 1986年 | プレイメイトレーシング | ヤマハ・YZR500  | 国際A級 | 500cc  | SUZ 3   | TSU C   | SUG Ret | SUZ - | TSU 4   | SUG 4 | SUZ 5 | SUG 2 | SUZ 5   |       |       |     | 5位  | 83       |
| 1987年 | プレイメイトレーシング | ヤマハ・YZR500  | 国際A級 | 500cc  | SUZ Ret | TSU DNS | SUZ 3   | TSU - | SUG Ret | TSU - | SUG 2 | TSU - | SUG 3   | SUZ 2 | TSU 3 |     | 6位  | 82       |
| 1988年 | プレイメイトレーシング | ヤマハ・YZR500  | 国際A級 | 500cc  | SUZ     | SUZ     | TSU     | SUZ 5 | TSU     | SUZ   | TSU   | SUG   | SUG     | SUZ   | SUG   | TSU | 13位 | 11       |

- 太字はポールポジション、斜体はファステストラップ
- 1982年以前の全日本500ccクラスはレギュレーションによりワークスマシン（MFJ未公認車両）での参戦者はポイント対象外

### ロードレース世界選手権
| 年     | クラス | マシン          | 1     | 2     | 3       | 4       | 5       | 6     | 7     | 8     | 9     | 10    | 11    | 12    | 13    | 14    | 15    | 順位 | ポイント |
| ------ | ------ | --------------- | ----- | ----- | ------- | ------- | ------- | ----- | ----- | ----- | ----- | ----- | ----- | ----- | ----- | ----- | ----- | ---- | -------- |
| 1979年 | 500cc  | スズキ・RG500   | VEN   | AUT 5 | GER Ret | ITA DNS | SPA Ret | YUG   | NED   | BEL   | SWE   | FIN   | GBR   | TCH   | FRA   |       |       | 23位 | 6        |
| 1981年 | 500cc  | スズキ・RG-Γ500 | AUT 3 | GER 7 | ITA Ret | FRA 6   | YUG     | NED   | BEL   | RSM   | GBR   | FIN   | SWE   |       |       |       |       | 9位  | 19       |
| 1987年 | 500cc  | ヤマハ・YZR500  | JPN 7 | ESP - | GER -   | ITA -   | AUT -   | YUG - | NED - | FRA - | GBR - | SWE - | CZE - | RSM - | POR - | BRA - | ARG - | 21位 | 4        |

### 鈴鹿8時間耐久オートバイレース
| 年     | 車番 | ペアライダー | チーム                   | マシン         | 予選順位 | 決勝順位 | 周回数 |
| ------ | ---- | ------------ | ------------------------ | -------------- | -------- | -------- | ------ |
| 1984年 | 54   | 上野真一     | チームレーシングスポーツ | ヤマハ・XJ750  | 6        | 5位      | 182    |
| 1985年 | 25   | 上野真一     | チームレーシングスポーツ | ヤマハ・FZR750 | 10       | 32位     | 169    |